# Erzbistum Baltimore

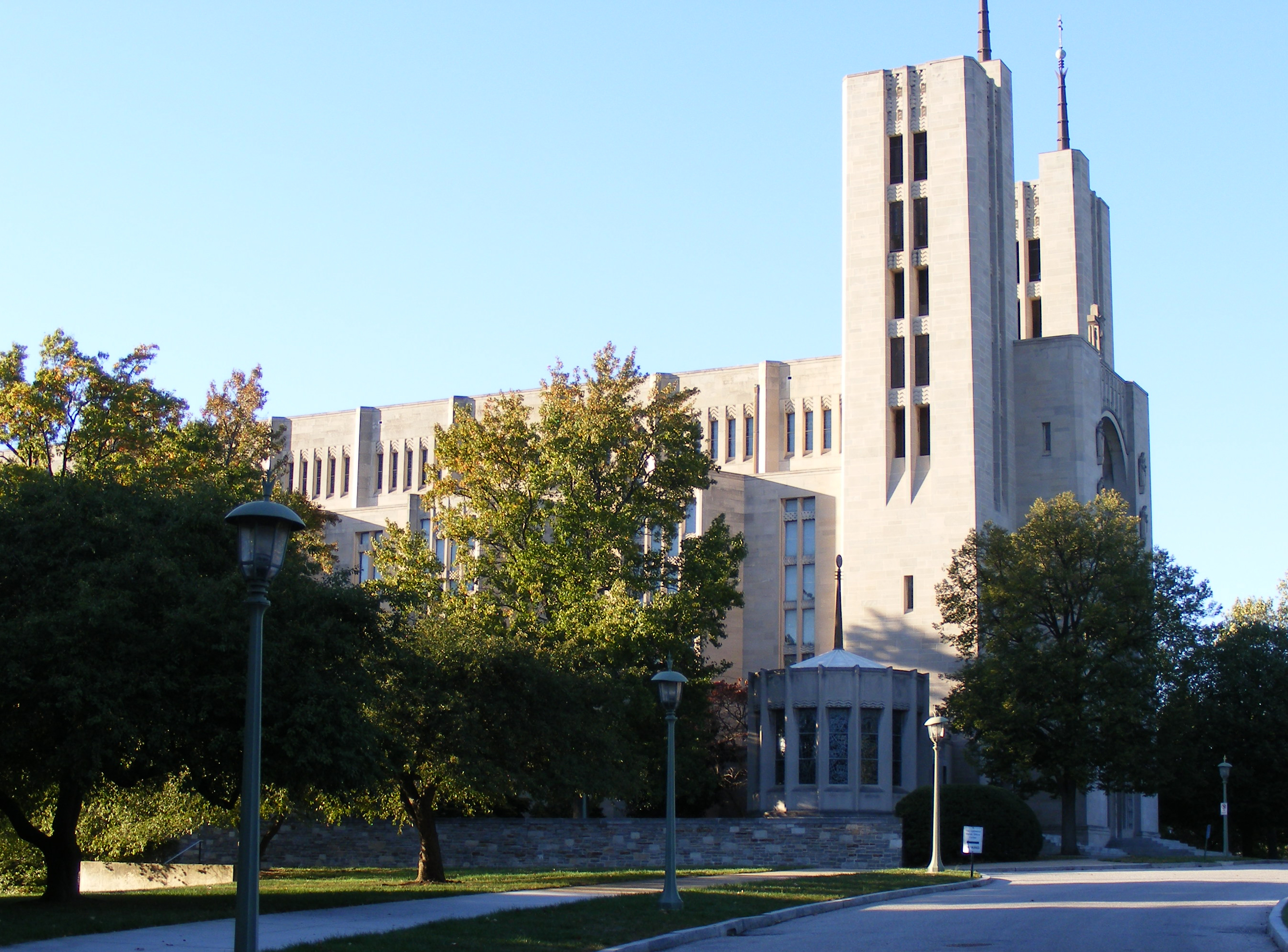
Kathedrale Mary Our Queen

Das Erzbistum Baltimore (lat.: Archidioecesis Baltimorensis) ist eine Diözese der römisch-katholischen Kirche im US-Bundesstaat Maryland.

## Geschichte
Das Erzbistum Baltimore ist das älteste US-amerikanische Bistum; sein Erzbischof genießt seit 1858 ein „Prerogative of Place“, ein zeremonielles Vortrittsrecht gegenüber allen anderen Bischöfen der Vereinigten Staaten, das jedoch nicht mit dem Ehrentitel eines Primas verbunden ist. Baltimore wurde am 26. November 1784 als Apostolische Präfektur der Vereinigten Staaten errichtet (lat. Foederatarum Civitatum Americae Septemtrionalis) und am 6. November 1789 zum Bistum erhoben. Am 8. April 1808 zum Erzbistum erhoben, wurden nun die Bistümer Boston, Bardstown, New York und Philadelphia von ihm abgetrennt und der neuen Kirchenprovinz Baltimore zugeordnet. Anlässlich des 100. Jahrestages der Erhebung des Bistums Baltimore zum Erzbistum und der damit verbundenen Einrichtung einer ersten Kirchenprovinz in den Vereinigten Staaten bezeichnete Papst Pius X. diesen Schritt in seiner Enzyklika Communium rerum vom 21. April 1909 als einen Markstein beim hierarchischen Aufbau der dortigen katholischen Kirche: „Nordamerika konnte die Jubelfeier seiner Bistumsorganisation begehen“.
Schon am 11. Juli 1820 verlor das Erzbistum Baltimore weitere Gebiete zur Neugründung der Bistümer Charleston und Richmond, welchem am 15. August 1858 weitere Gebiete des Erzbistums Baltimore zugeordnet wurden. Nachdem am 3. März 1868 das Bistum Wilmington abgetrennt worden war, änderte das Erzbistum am 22. Juli 1939 seinen Namen auf Baltimore-Washington. Nachdem das Erzbistum Washington am 15. November 1947 jedoch als eigenständiges Bistum abgetrennt worden war, kam es wieder zur alten Bezeichnung Erzbistum Baltimore.
Heute umfasst das Bistumsterritorium die Gebiete Allegany County, Anne Arundel County, Baltimore City und Baltimore County, Carroll County, Frederick County, Garrett County, Harford County, Howard County und Washington County.
Baltimore verfügt über zwei Weihbischöfe. Die Kirchenprovinz umfasst das Bistum Arlington, Bistum Richmond, Bistum Wheeling-Charleston und das Bistum Wilmington.

## Apostolischer Präfekt von Baltimore
- John Carroll SJ (26. November 1784–6. November 1789)

## Bischof von Baltimore
- John Carroll SJ (6. November 1789–8. April 1808)

## Erzbischöfe von Baltimore
- John Carroll SJ (8. April 1808 – 3. Dezember 1815)
- Leonard Neale SJ (3. Dezember 1815–18. Juni 1817)
- Ambrose Maréchal PSS (24. Juli 1817–29. Januar 1828)
- James Whitfield (29. Januar 1828–19. Oktober 1834)
- Samuel Eccleston PSS (19. Oktober 1834–22. April 1851)
- Francis Patrick Kenrick (19. August 1851–8. Juli 1863)
- Martin John Spalding (3. Mai 1864–7. Februar 1872)
- James Roosevelt Bayley  (30. Juli 1872–3. Oktober 1877)
- James Kardinal Gibbons (3. Oktober 1877–24. März 1921)
- Michael Joseph Curley (10. August 1921–16. Mai 1947)
- Francis Patrick Keough (29. November 1947–8. Dezember 1961)
- Lawrence Joseph Kardinal Shehan (8. Dezember 1961–2. April 1974)
- William Donald Borders (25. März 1974–6. April 1989)
- William Henry Kardinal Keeler (11. April 1989–12. Juli 2007)
- Edwin Frederick O’Brien (12. Juli 2007–29. August 2011, dann Pro-Großmeister des Ritterordens vom Heiligen Grab zu Jerusalem)
  - Edwin Frederick Kardinal O’Brien (29. August 2011–20. März 2012) (Apostolischer Administrator)
- William Edward Lori (seit 20. März 2012)